# Музичне мистецтво Великого князівства Литовського
Музичне мистецтво Великого князівства Литовського — мистецтво XIII–XVIII ст., яке відображає реальність та фантазії у звукових художніх образах. Розвивалося в рамках як народної, так і світської культури. Спочатку найбільший вплив мала церковна музика, у XVII столітті почався активний розвиток світської музики, внаслідок чого у XVIII столітті було створено приватні оркестри та хори. 

## Народна музична культура

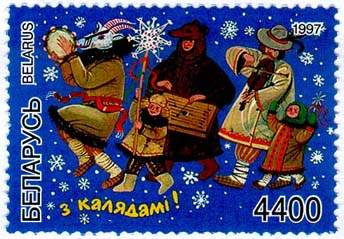
Різдво. Білоруська поштова марка

Народні пісні Великого князівства Литовського мали календарний цикл. Так, різдвяні пісні визначали поетичний аспект зимового циклу. Вони мали переважно бадьорий характер. 
Весняні пісні та обряди мали сприяти врожаю та потомству тварин. Широкий розвиток отримав обряд заклику весни, пісні-веснянки, святкування Великодня та пов'язаних з ними ритуалів, величальні пісні, хороводи, ігри та співи. Урочистий вигін тварин на пасовище в Юр'їв День було основою поетичних Юр'ївських пісень, які виконувалися на Трійцю, та русалчин тиждень. Пісні русалчиного тижня завершували весняні цикли і передували літнім обрядам. Літні пісні та обряди мали на меті зберегти урожай під час жнив, сприяти врожаю. Купальські та супутні пісні були присвячені розквіту природи. Жниварські пісні відображали найважливіші моменти господарської діяльності землеробів. З осінніх свят виділялися багатші, покрова і дзяди з їх культом предків. На осінь припадала найбільша кількість весіль, тому основне місце в осінніх піснях займали весільні сюжети. 
Народна культура музики балтійського населення Великого князівства Литовського в основному мала природні семиступінчасті лади з пентатоніками, змінними ладами. Метроритмічна структура відрізняється різноманітністю, складним поділом, часто асиметричним, типовим постійно повторюваним змінним метром. Мелодії, розповсюджені на південному сході сучасної Литви (у Дзукії )одноголосні, вони мелодійні; їх звукоряд знаходиться в межах терції, кварти, сексти. В Аукштайтії були різні види поліфонічного співу. Одноголосні твори виконувалися більш старшими (плачі, пастухові, колискові пісні). Контрастна і імітаційна поліфонія з'являється в особливій формі старих пісень — сутартинах, що базуються або на канонічній мелодії, або на протиставленні голосів. За словами виконавців, сутартини були поділені на парні, трійкові та чотиримісні. Сутартіни характеризуються ладовими системами з незаповненими терціями, елементами бітональності, паралельними секундовими консонансами, чіткою акцентацією метрики, синкопуванням. У Жамойті переважала одноголосна мелодійність з широким, вільним ритмом. 

### Музика в народному театрі

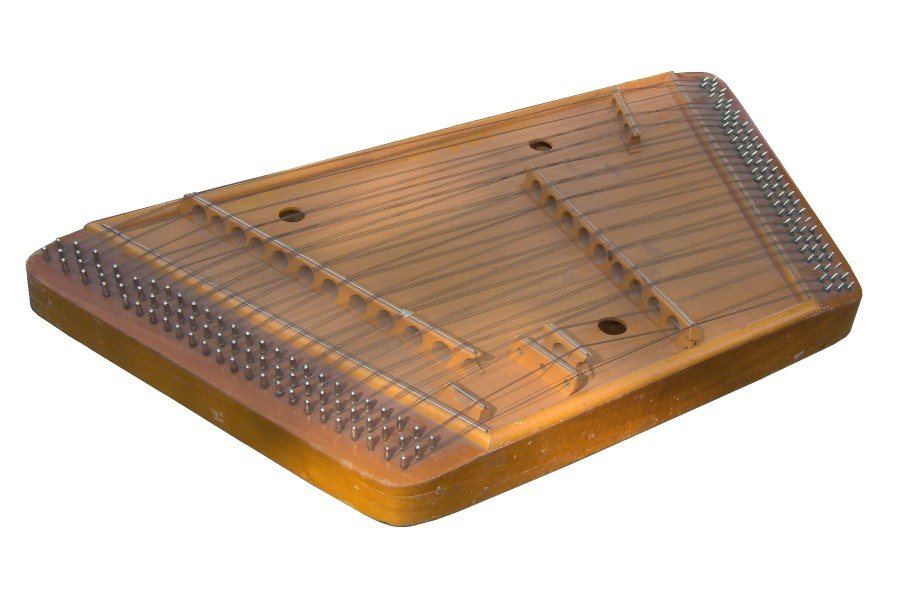
Цимбали

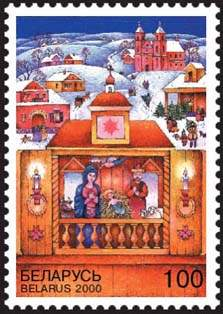
Поштова марка Білорусі

Першими музикантами Великого князівства Литовського були мандрівні актори — скоморохи. Музики (гусляри, лірники, бандуристи, дударики, бубоністи, скрипалі, кобзарі, цимбалісти та інші) брали участь у князівських бенкетах та військових походах XV століття, безпритульних обрядах, різдвяних святах, весіллях, танцях у святкові дні. Гра на музичних інструментах була поширеною при князівських дворах, в армії, у міському середовищі. Труби, бубни, литаври були головними музичними інструментами в арміях дружин князя. У великих містах майстри- музиканти виконували роль трубачів у ратушах. 
З XVI століття набув поширення народний ляльковий театр Батлейка, виконання якого включало музичні номери — популярні пісні, народні пісні та танці. Значне місце відводилося музиці в комічних сценах з народного життя («Антон з Козою та Антоніхою», «Матвій та лікар», «Весілля Комарова» та інші));. До народних музикантів відносяться і бродячі старці, які виконували духовні вірші та думи під акомпанемент ліри чи бандури. 

## Церковна музика

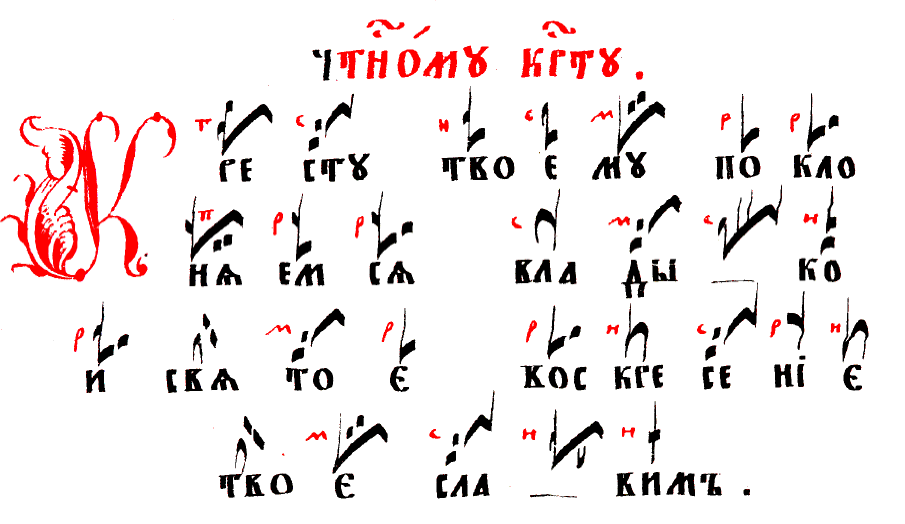
Зразок музичної нотації

### Знаменний спів
Спочатку церковна музика Великого князівства Литовського була побудована на основі давньоруської православної церковної музики, яка формувалася під впливом візантійського церковного співу, але в XI–XII століттях сформувався оригінальний за формою та змістом знаменний спів. До XV століття розвивалися його локальні типи. Давньоруська музика відрізнялася одноголосною вокальною основою та нелінійною нотацією. Сама назва «знаменний спів» походить від слова «знамено» (прапор), завдяки тому, що мелодія записується гачками (знаменами) на відміну від співу в усній традиції  . 
Гачки являли собою комбінації тире, крапок, ком і букв арабського алфавіту і показували напрямок руху мелодії, кількість звуків мелодії, темп та динамічні зміни та спосіб отримання звуку. Інтервальні зв'язки між окремими знаками не були показані, тому гачки могли служити лише нагадуванням під час виконання знайомої мелодії та були непридатними для незнайомих мелодій. Незважаючи на вихід із широкого вжитку в середині XVI століття, гачки використовувались у монастирському побуті та церковних хорах аж до початку XX століття. 
Рядковий спів поширився у Великому князівстві Литовському в середині XVI століття. Його назва походить від того, як він був написаний: частини, написані гачками, були розміщені одна під іншою над рядком тексту. Рядковий спів був 2-, 3- або 4-голосним, мав лінійну мелодичну природу і ґрунтувався на народній під-приголосно-контрапунктній поліфонії, оскільки основний голос використовував спів знаменного співу. Невелике багатоголосся підготувало ґрунт для нового поліфонічного стилю — партесного співу, який остаточно затвердився у Великому князівстві Литовському у другій половині XV століття, а у XVII столітті був введений місцевими майстрами у російську церковну практику. Найдавніші рукописні збірки, написані лінійною нотацією, — «Супрасльський ірмологіон», що відноситься до 1598–601 рр.. 

### Партесний спів
Партесний спів(з кін. Партес — голоси) як різновид хорового поліфонічного професійного співу в церковній музиці, заснований на акордно-гармонічному принципі поділу хору на частини ( дискант, альт, тенор, бас) у православ’ї не мали інструментального супроводу, у католицькому богослужінні використовувались за участю органу та інших інструментів. 
Мелодії іноді запозичуються зі значних пісень, пісень, псалмів. Запозичена мелодія виконувалася в тенорі, бас виступав як гармонічний фундамент, один з верхніх голосів рухався паралельно тенору в шостому чи третьому, інший наповнював гармонічну вертикаль. Записували твори у 5-рядковій київській нотації. Вони вивчали партесний спів у братських школах. Кожне церковне братство хором брало участь у шкільних театральних виставах. 
Саме братство стало осередками церковної та світської музичної культури у XVI–XVII століттях. Випускники братських шкіл виконували складні поліфонічні композиції, написані в 5-рядковій нотації. Прогресивним явищем стало включення до сатиричних інтермедій вітчизняної драматичної школи, насичених народних пісень та танців. 
У католицьких церквах парафіяни виконували ранкові та вечірні молитовні правила з «благочестивими піснями» — духовними віршами. Співали їх на будь-яку придатну мелодію. Уніатські збірки молитов кінця XVII століття часто супроводжувались такими текстами (композитори Микола Долецький та Тамас Шеверуський). В кінці XVI століття церковнослов'янська мова почала витіснятися в уніатському богослужінні і поступово замінювалася полонізмом та латиною . У XVIII столітті уніатська церква, її єпископи та духовна інтелігенція використовували майже виключно польську, зрідка латинську мову. 

## Канти та псалми

### Канти
Канти (від лат. cantus — спів, пісня) як світська хорова народна пісня — гімни, відома у Великому князівстві Литовському з XVI століття. Для них характерні слобові рифмовані вірші, специфічні закінчення віршів цезури (11- та 13- складні) з одним та двома цезурами та безцезурними; строфічна форма з її складовими частинами — лініями, багаторядковими типами строф з тенденцією до насичення всіх строф; новий поетичний текст, міочастинні строфи, строфи вищого порядку (що складаються з двох або більше простих строф), міогастрофічна форма цілого окантовки з розвитком в кінці; типові ритмічні інтонації та ритмічні формули, кристалізація основного та другорядного, одно-, 2-, 3-, 4- та 5- голосної текстури, співочий принцип музичної структури, стереотипізація каденційних витків, послідовний розвиток; тонування мелодією віршованого вірша та народження в глибині кінцевої культури силаботоніки, зв’язок зі значущим пісню та народною піснею. 
У Великому князівстві Литовському стало традицією для чоловіків виконувати хорові окантовки (переважно одно-, 3- і 4-голосні). Краї формувалися у братських школах, в академіях, які виконували народ зазвичай у святкові дні. Основні жанри: псалми, (кант на релігійну тематику), віват (урочисті привітання), ліричні, гумористичні, сатиричні оправи. Відмінні канти, що розвивалися під впливом народнопісенної культури, відрізнялися особливим ліризмом, в них склалися характерні мелодичні пісні. Один з найдавніших прикладів окантовки, який дійшов до нас у записі, належить Афанасію Філіповичу і датується 1646 роком. У XVII–XVIII століттях кадри розповсюджувались у рукописах, записаних у київських нотаціях та гачках; збережений та друкований край. Особливості крайової стилістики (віршова композиція, строфи, ритмічні формули та ритмічні інтонації, мелодичні звороти, каденції, послідовності) мали значний вплив на мелодію та віршовану композицію народних пісень. 

### Псалми
З XVI століття у Великому князівстві Литовському псалми (від грец. Псалмос — гімн слави) - крайові релігійні теми на різні біблійні та євангельські сюжети. Серед них — А. Філіпович «Дай мир своїй церкві, Христе Божий», «Непорочна, дівонько, мати землі руської», «Поклонись, навіки». Псалми мали в основному ті ж стилістичні особливості, що й краї, витоки мелодії їх найкращих прикладів — у народних піснях. Деякі з їх специфіки (чудово - розп'яття, орнаментальний бас, використання мелодійних зворотів духовних віршів, значне співання, часткове та повне використання щоденних гукарадів, поліфонічна текстура тощо. е. ) завдяки змісту, образно-лексичній структурі, поетичному мовленню. Псалми любили стратити Лірника. 

## Друк музики

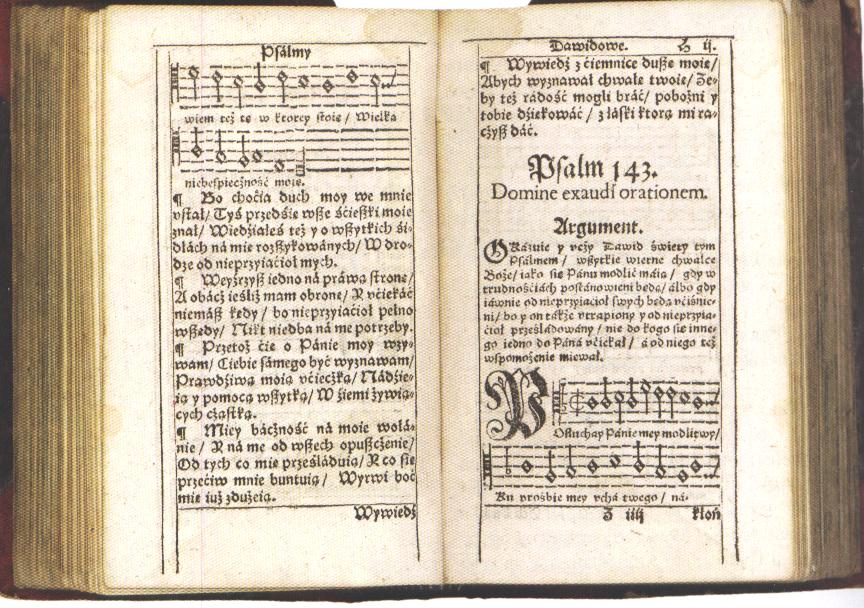
Катехізис Свобода. 1598 рік

Перші переживання позначень у Великому князівстві Литовському відносяться до другої половини XVI — початку XVII століть. Канали, видані у Бресті, Несвіжі та Любчі, були тісно пов'язані з реформаційним рухом і відображали особливості породженого ними музичного мистецтва. Конвенції (пізно. Консервація з латинської. Кантіо — спів, пісня) - це сукупність релігійних, переважно поліфонічних пісень, призначених для виконання у церкві чи вдома. Стилістичні особливості мелодій, що входять до канталів, пов'язані з їх загальним керівництвом (навіть коли вони виступали в церкві, всі парафіяни співали разом із церковним хором). У канціонально досить розностилевих жанрах літургійні пісні, протестантські хороли, псалми та канти. 
В основу багатьох псалмів та кантів були покладені мелодії французьких світських німецьких народних пісень, гуситів, гугенотів, лютеранських, кальвіністських гімнів та хоралів, в них можна почути інтонаційну знаменну пісню, східних ліричних народних пісень. 
У 1550 році захисник Реформації канцлер Микола Радзивілл «Чорний» став главою Бреста. У 1553 році він відкрив першу в Бресті кальвіністську церкву та друкарню, якою вперше керував відомий гуманіст, учень Роттердамського Еразма Бернарда Войвудка . Його роботу продовжили освітяни Станіслав Мурмелій та Кипріан Василь. 
Більш ніж 40 релігійних, історичних, юридичних та полемічних книг видано польською та латинською мовами. Друкарня почала видавати книги, пов’язані з музичною культурою. Брестська колекція «Pesni chwal Boskich» — перший зразок нотодрукування і один із найдавніших у Східній Європі. Він містить близько 100 одно- і чотиричастинних псалмів і ребер у польській та латинській мовах, записаних менструальними позначеннями на рядку 5–8. 

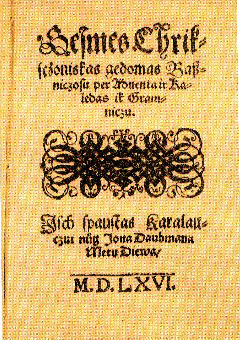
Християнські пісні Мартіна Мажвідаса, 1566 рік

Ще в 1547 р. друкарня [Мартінас Мажвідас] опублікувала у Кенігсберзі Катехізис — першу друковану книгу литовською мовою, яка також містила 11 церковних гімнів із замітками. У 1566 р. Мажвідас також видав збірку литовських церковних християнських пісень. 
У 1563 р. Мацей Кавіачинський та друкар Даніель Адам опублікували в Несвіжі кантилій «Катехізис чи лагідність в одному місці, зебраніє варіарі. Псалми та пісні» («Катехізис чи короткий збір віри. Псалтир і пісні»), до якого входило 40 псалмів, 110 пісень та світські виступи з нотами. Одночасно з Нясвізьким каноном було опубліковано додаток, до якого увійшли 5 псалмів та 8 світських виводів. На початку XVII століття у Любчо вийшов музичний канцесіонал  . Одночасно створювалися нові пісні на честь місцевих святих: князів Бориса і Гліба, Володимира, Феодосія, освячення храму Георгія в Києві, про передачу мощей Миколи Мири  . 
Музичними пам'ятками цієї пори є також збірки вокально-інструментальних творів «Полоцький зошит» та «Куранти». Рукопис Полоцького зошита, також відомий як Рукопис Астромечева або Рукопис 127/56 Ягеллонської бібліотеки, був знайдений у Польщі в 60-х роках і являє собою збірку народної музики анонімних авторів XVII століття. За словами білоруського дослідника Адама Мальдіса, рукопис помилково назвали «полоцьким зошитом», бо він походить не з Полоцька, а, мабуть, із села Астремечава під Брестом. 

## Світська музика

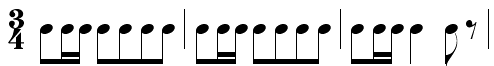
Ритм полонезу, XVI ст.

При дворі Великого князя у Вільнюсі італійська оперна трупа існує безперервно з XVII століття. У 1636 році вона поставила першу музичну виставу Марко Скаччі «Викрадення Олени». Теорію музики вивчав в Єзуїтській академії у Вільнюсі, у 1667 р. Проректор Єзуїтської академії Сигізмунд Лёксмін вийшов книгою "Ars et praxis musicae" ("Музичне мистецтво і практика") латині , у 1675 р. — "Музична граматика" єзуїтського Миколи Ділецький польською мовою, 1691 р. — "Physica curiosa" ("Захоплююча фізика") V. Тілковський, про музичну акустику. У XVII столітті твори композиторів інструментальних меломанів місцевої знаті, а згодом створювали студентські оркестри та хори. 
У XVIII столітті сформувався новий напрям світської музичної культури — кріпацький театр, де відповідно до шляхетних смаків часу показували музичні вистави. При таких театрах, як хори різних типів, існували кріпацькі оркестри та капели. Селянські театри були приватними музичними колективами представників манастирства і складалися повністю або частково з кріпаків. Відомі оркестри були у Несвіжі, Слуцьку ( Радзивілл ), Слонімі ( Михайло Казимир Огінський ), Гродно ( Антоній Тизенхауз ), Шклов , ( Театр Шклова Зоріча ), Ружанах (Масальський, Сапега ), Дзеречин (Сапега), Глуськ ) та інших населених пунктах. Серед них великі змішані оркестри (Несвізька капела Радзівілла, каплиця Слоніма Огінського), камерні струнні оркестри — так звана «домашня музика» (Гродно, Несвіж, Городець), духовий («музика корпусу Шклова», оркестри рогів у Шклові, Несвіжі). ударні, народні інструменти («яничарська музика» та «литовська музика» у Несвіжі). 
Деякі групи мали групи вокалістів або цілі хори («княжі каплиці», у Шклові так звані «співочі музиканти»). Оркестри супроводжували виступ кріпацького театру, болю, полювання, релігійних служб, військових парадів. Серед відомих композиторів — німець Іван Девід Голланд, чех Ернест Ванжура та інші. 

### Каплиця Радзивіллів з Нясвіжа

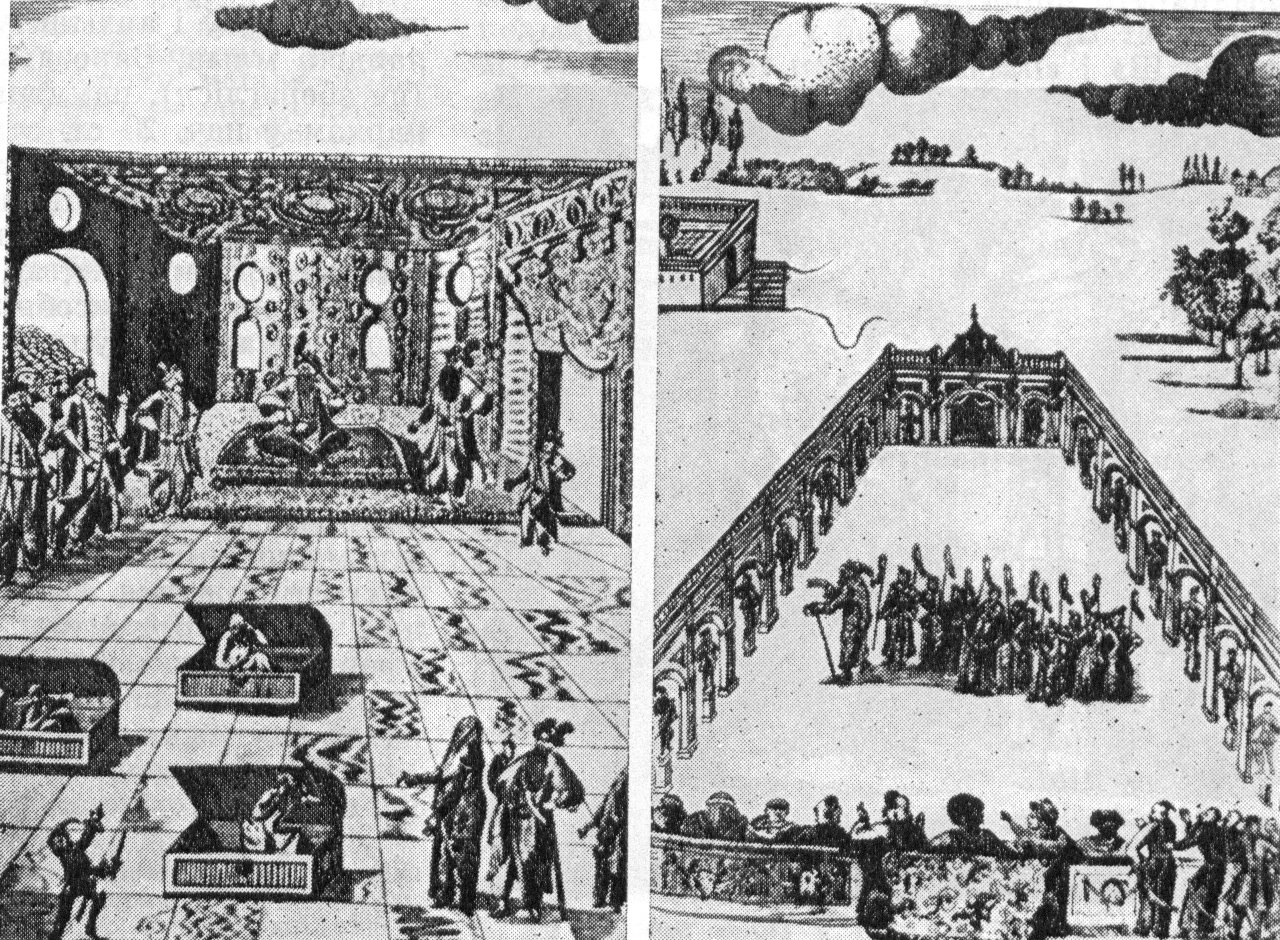
Нясвізький театр Радзівілла. Театральні декорації

Музичне мистецтво в головній резиденції Радзівілів — Несвіжі — почало розвиватися за Миколи Радзивілла «Чорне». У Несвіжі придворними музикантами князя були Ципрян Базилик із середи та Вацлав із Шамотула. Тексти пісень польською мовою написали Микола Рей та Андрій Тржетескі. У Несвізькому палаці щоранку, вдень та ввечері вся родина збиралася читати Святе Письмо, молитися та співати релігійні пісні та поліфонії. 
Подальшим продовженням музичних традицій стало створення в Нясвіжі каплиці Радзівілів, яка існувала в 1724–1809 роках. Його заснував  Михайло Казимир Радзивілл на прізвисько «Рибанка». Капела грала під час балів, фестивалів, військових парадів, церковних служб, а з 1746 року та театральних вистав. Добре виступив у заміському палаці Альби, супроводжував відвідування маєтків Радзівілів Білого, Світу, Жолкви та Оліки . До 1746 р. Він мав камерний характер і складався з кількох іноземних музикантів (італійців, німців, чехів), пізніше його склад розширився (у 1751, 1757–1759 роках капела налічувала 25, у 1784 році — 107 чоловік, переважали поляки, білоруси та литовці, вільна та кріпаків, серед них відомий скрипаль Матвій з Кареличів, Й. Тептилович, який став диригентом). У 1780 році князь Кароль Станіслав Радзівілл, відомий як «Містер коханець», запросив музикантів Дж. Альбертіні (диригент у 1781–1784), Дж. Константіні (скрипка), Е. Е. Флейшман (віолончель) познайомили з хором співаків В. Ніколіні, А. Коланзака, А. Данесі, співаків Герман, М. Верпер. Останнім диригентом (1804–1809) був місцевий музикант О. Олександрович. 

### Каплиця Слоніма Огінського

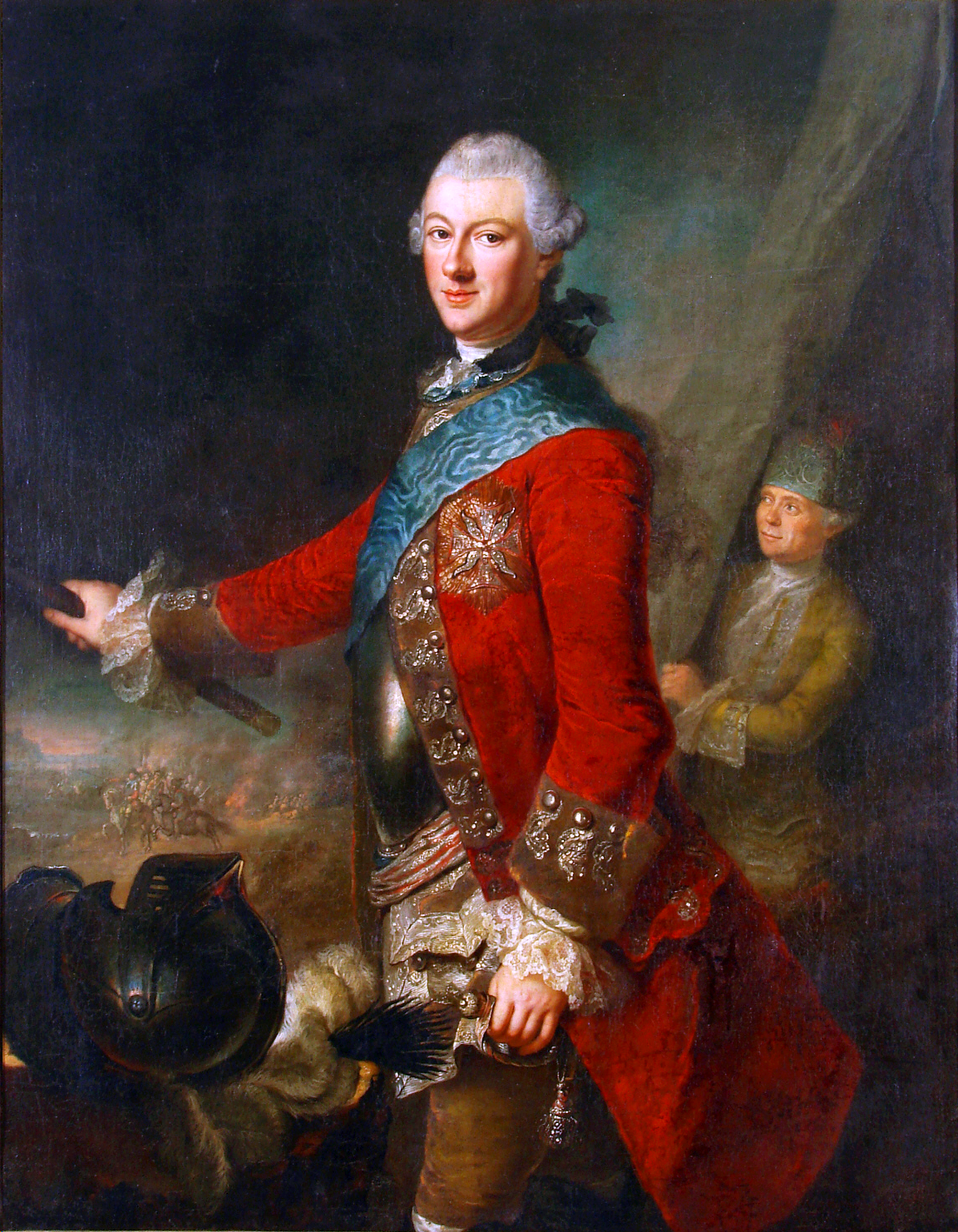
Міхал Казимир Огінський

Слонімська каплиця була придворним театром великого литовського гетьмана Михала Казимира Огінського . Він був відкритий у 1765 році і проіснував до 1793 року. Обслуговував театралізовані вистави, бали, церковні служби, робив концертні подорожі (у 1780 р. Їздив у Шклов). Спочатку хор складався з 12 чоловік, у 1776 р. Це був великий ансамбль інструменталістів та вокалістів (53 людини) під керівництвом Дж. Паулі та А. Данесі. Ансамбль складався в основному з поляків та білорусів, частково з кріпаків, які пройшли професійну підготовку (там була невелика кількість іноземних музикантів — німецькі та чеські інструменталісти та диригенти, італійські співаки). Серед них Райський, один із талановитих музикантів колективу, кріпак Радзівілів, який працював у Слонімі в 1775–1780 роках. Розквіт каплиці припадає на 1780 р. З першої половини 1780-х років. вона поступово занепадає, її склад зменшується через переведення багатьох іноземних музикантів до Несвізької капели Радзивілла. Тимчасовий підйом слонімської капели та театру пережили наприкінці 1780-х — початку 1790-х, проте до 1792 року оркестр налічував лише 12 музикантів .